# Barbus nigeriensis
 Barbus nigeriensis és una espècie de peix cipriniforme de la família dels ciprínids.

## Morfologia
Els mascles poden assolir els 5 cm de longitud total.

## Distribució geogràfica
Es troba als rius Nil, Níger, Volta, i al llac Txad.